# Masonic Temple (Monrovia)
Koordinaten: 6° 19′ 5,4″ N, 10° 48′ 48,4″ W
Der  Masonic Temple (Monrovia) (deutsch: Freimaurertempel von Monrovia) war ein Veranstaltungs- und Ritualgebäude der Freimaurer in der Innenstadt von Monrovia. Er gilt als größtes freimaurerisches Bauwerk der Republik Liberia.
Die Freimaurerloge von Monrovia wurde bereits 1869 nach amerikanischem Vorbild gegründet und war die einflussreichste Gesellschaft des Landes. Ihr gehörten alle führenden Familien des Landes an und diese Vernetzung war auch der Hauptgrund, der zu ihrer Zerschlagung führte.
Heute befindet sich das markante Gebäude am westlichen Ende der Benson Street im Stadtteil Mamba Point in einem ruinösen Zustand. Der in den 1890er Jahren entstandene Prachtbau mit hochaufragenden Säulen und einem Emblem des Freimaurerordens an der Fassade und einem ehemals vergoldeten Globus auf dem Dach wurde im Bürgerkrieg mehrfach angegriffen und in Brand gesteckt. An der Hauptzufahrt befindet sich noch immer ein Wachturm mit defektem Maschinengewehr als Mahnmal des sinnlosen Krieges und des Vandalismus. Heute wird das einst prachtvoll ausgestattete Gebäude von Obdachlosen bevölkert. Über einen Wiederaufbau ist noch nichts bekannt.

## Bilder

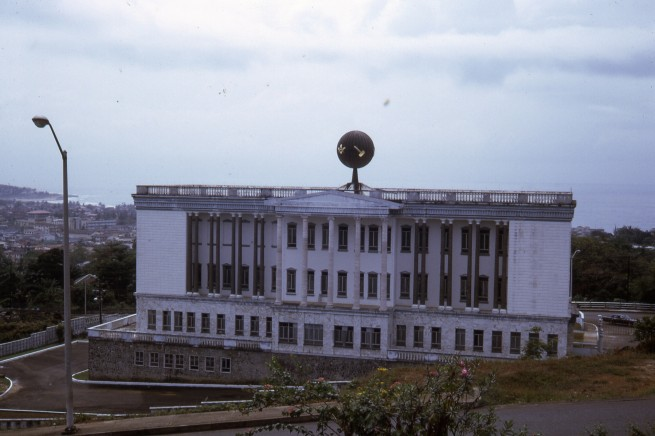
Vor dem Bürgerkrieg
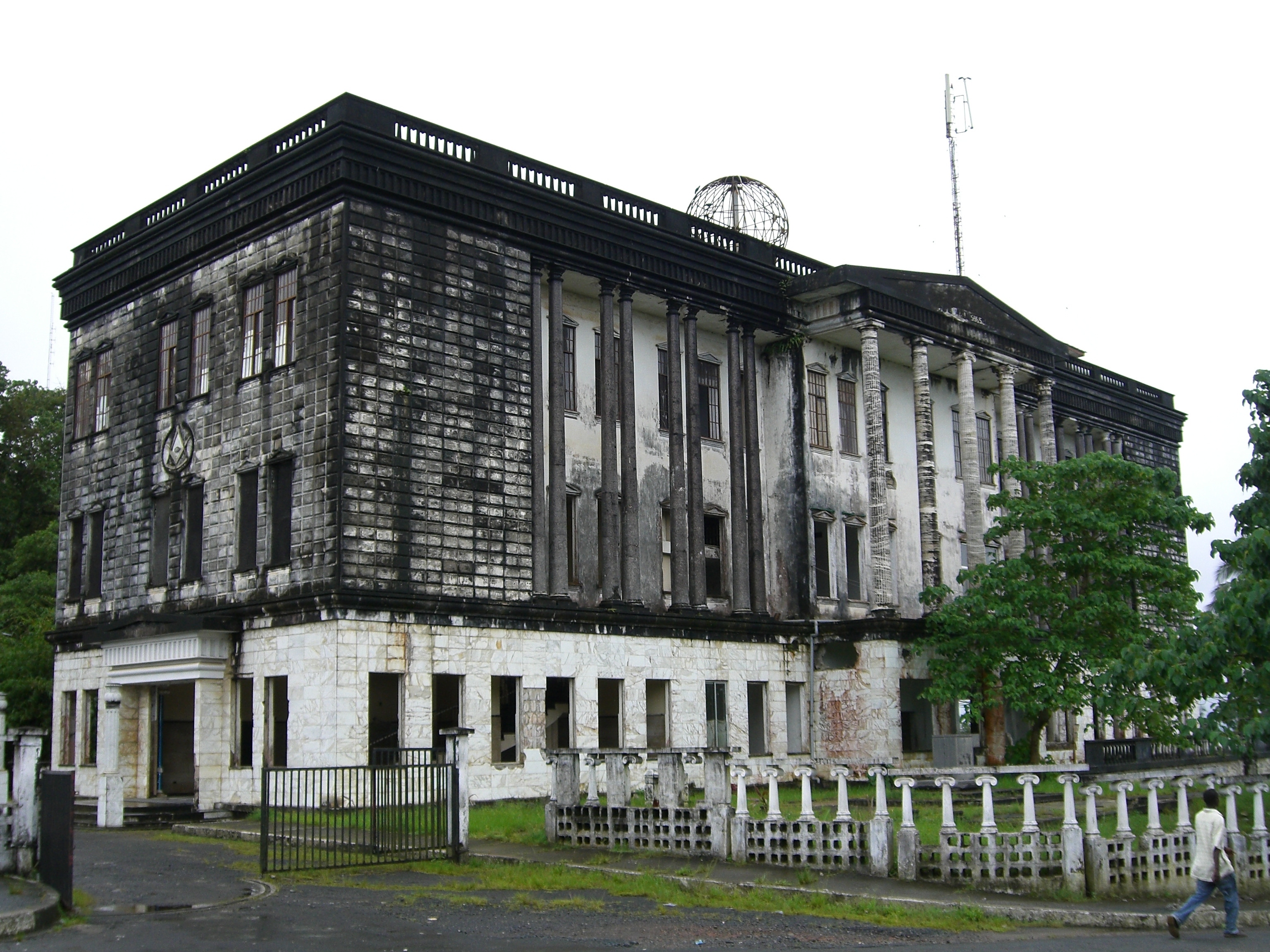
ca. 2006
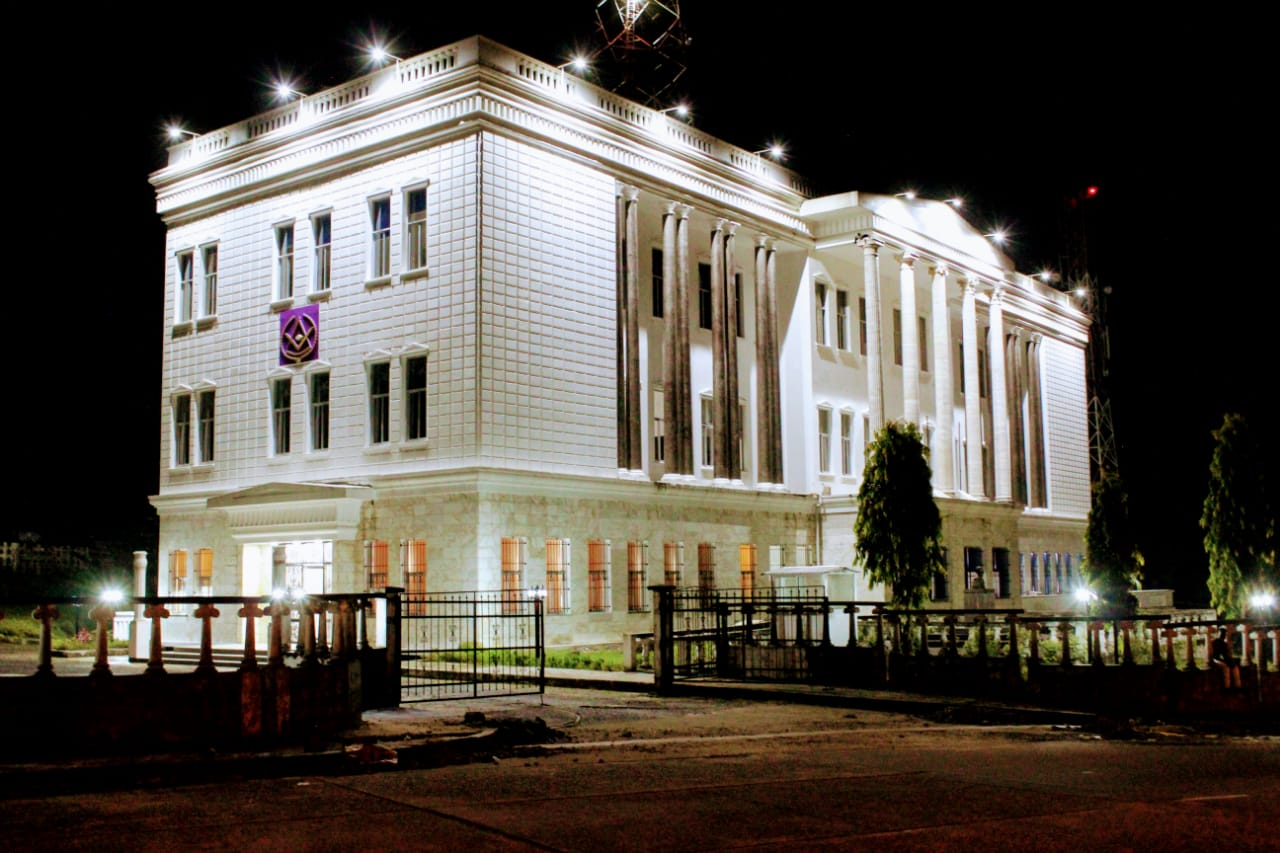
Renoviert, ca. 2018